# Resurrección de Lázaro (Jouvenet)
La Resurrección de Lázaro es un cuadro del pintor Jean Jouvenet, realizado en 1706 y pintado para la Iglesia de St.Martin-des-Champs, que se encuentra en el Museo del Louvre, París.
El tema, uno de los más representados en la historia del Arte, es ilustrado por Jouvenet en un enorme despliegue de personajes. Además de los tradicionales, (Jesús de Nazaret, las hermanas de Lázaro y el propio finado), el artista pinta una veintena de testigos del hecho milagroso, lo que le permite narrar una multitud de gestos y reacciones hacia el milagro de Jesús.
El grabador Jean Audran realizó un grabado de este cuadro.

## Relato bíblico
Lázaro de Betania es un personaje bíblico que aparece solo en el Nuevo Testamento, hermano de María y Marta de Betania. Vivió en Betania, un pueblo a las afueras de Jerusalén. El Evangelio según San Juan narra como fue resucitado por Jesús.

## Obras con el mismo tema

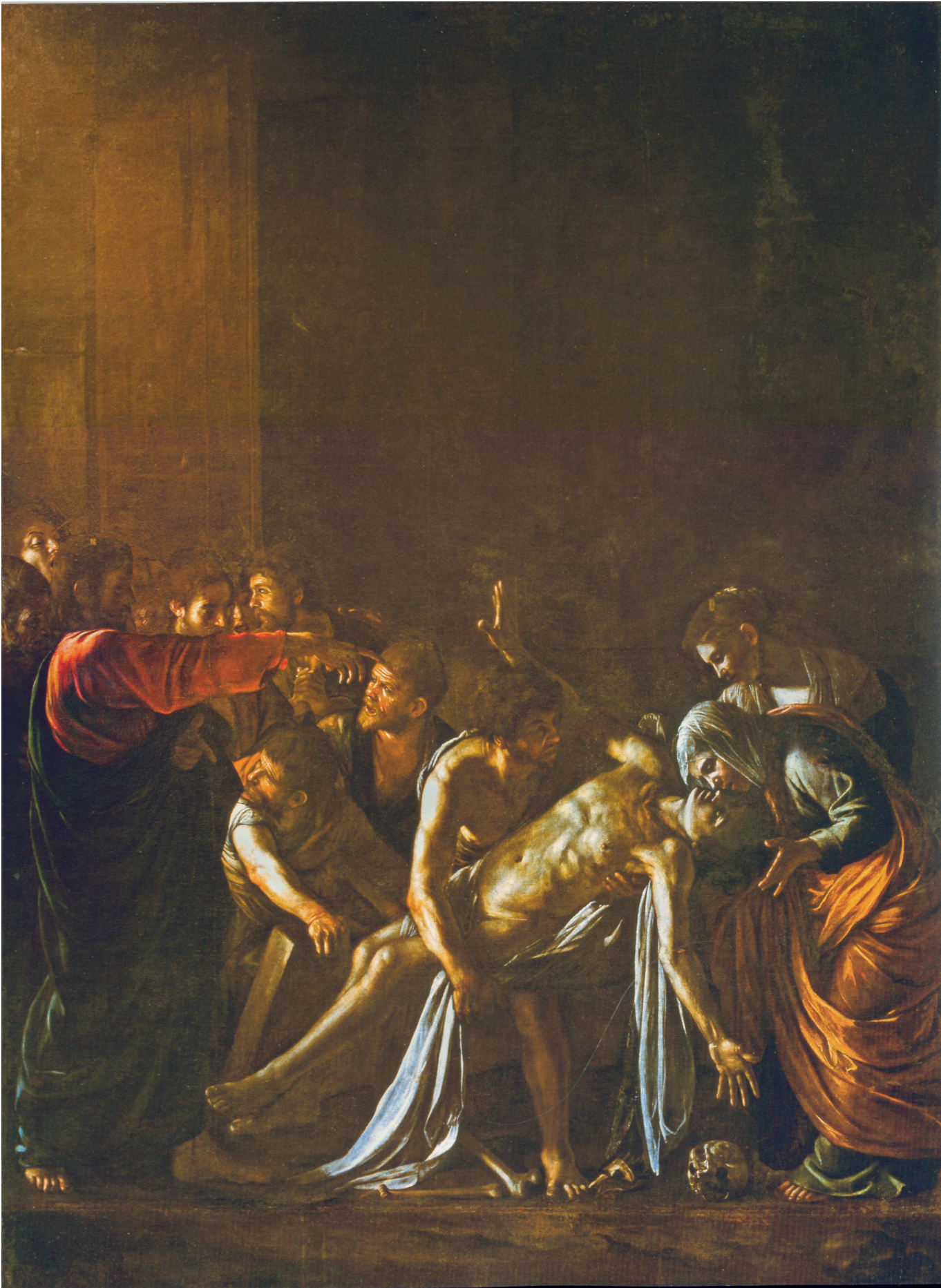
La resurrección de Lázaro, 1609, Caravaggio.

- La resurrección de Lázaro, (1304-1306) de Giotto.
- La resurrección de Lázaro, (1310), de Duccio.
- La resurrección de Lázaro, (1445), de Albert van Ouwater.
- La resurrección de Lázaro, (1461) tríptico de Nicolas Froment.
- La resurrección de Lázaro, (1510-1518), de Juan de Flandes.
- La resurrección de Lázaro, (1517-1519) de Sebastiano del Piombo.
- La resurrección de Lázaro, (1540), de Camillo Boccaccino.
- La resurrección de Lázaro, (1609) de Caravaggio.
- La resurrección de Lázaro, (1630-1631), de Rembrandt.
- La resurrección de Lázaro, (1650) de Mattia Preti.
- La resurrección de Lázaro, 1855, de José Casado del Alisal.
- La resurrección de Lázaro, 1890, de Vincent van Gogh.